# Nabil Abdo Iskandar
Nabil Abdo Iskandar (in arabo نبيل عبده اسكندر‎?; Il Cairo, 20 ottobre 1934) è un ex cestista egiziano.

## Carriera
Con l'Egitto ha disputato i Campionati mondiali del 1959.